# Øster Vrå Kirke
Øster Vrå Kirke ligger lidt uden for landsbyen Østervrå ca. 21 km SV for Frederikshavn (Region Nordjylland).

## Eksterne kilder og henvisninger
- Øster Vrå Kirke på KortTilKirken.dk